# Cirrigregarina spissa
Cirrigregarina spissa is een soort in de taxonomische indeling van de Myzozoa, een stam van microscopische parasitaire dieren. Het organisme komt uit het geslacht Cirrigregarina en behoort tot de familie Gregarinidae. Cirrigregarina spissa werd in 1979 ontdekt door Levine.